# 일방통행

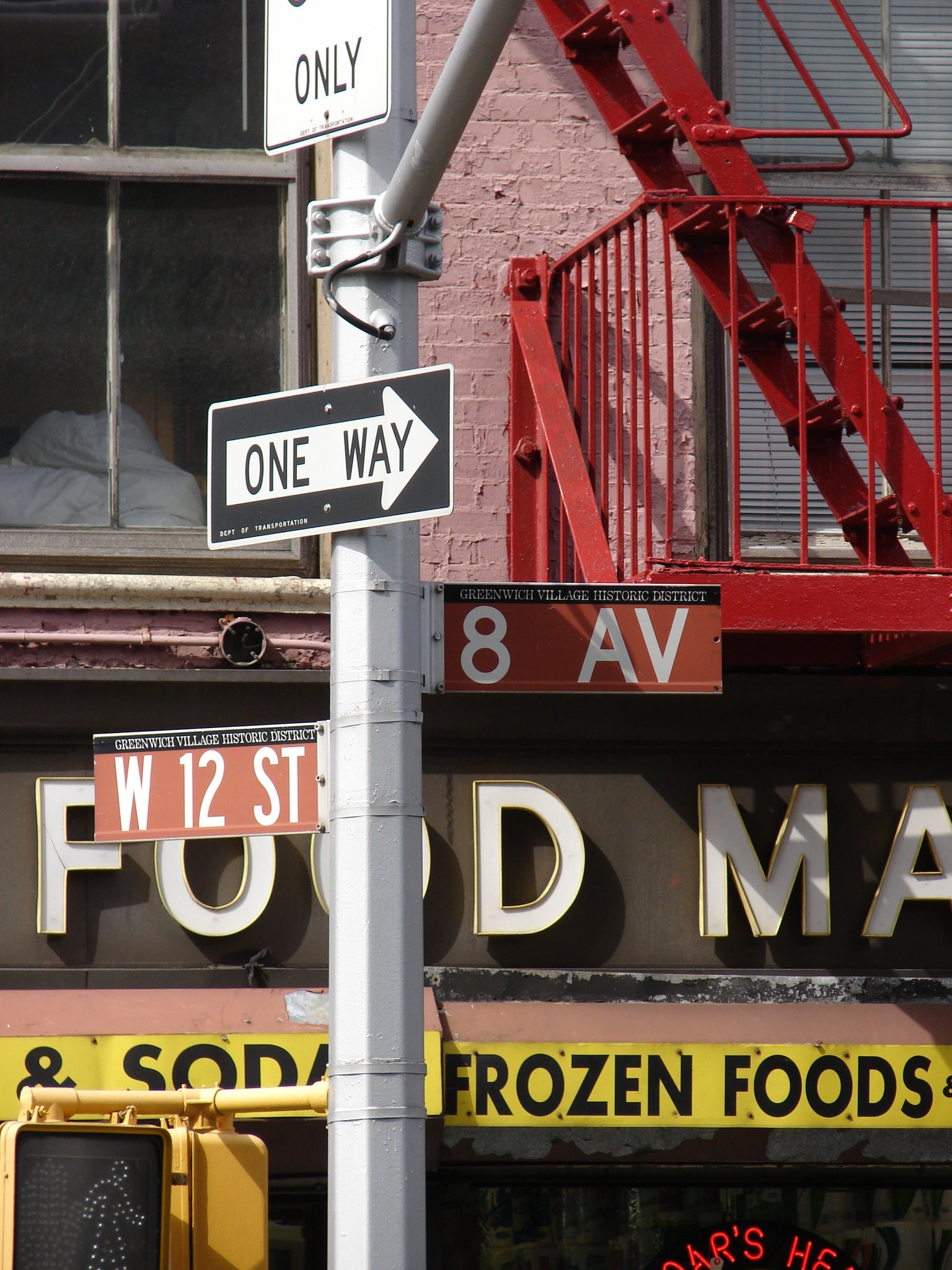
뉴욕의 일방통행 표지판

일방통행(一方通行, One-way traffic)은 한 방향으로 이동하는 교통량이다. 일방통행로는 일방통행만 용이하게 하거나 차량이 한 방향으로 움직이도록 설계한 도로이다.
일방통행로는 일반적으로 운전자가 마주치는 교통량과 마주치는 교통량을 피할 수 있기 때문에 교통량이 더 높아진다. 주민들은 특정 목적지까지 가는데 필요한 순환 경로와 보행자 안전에 부정적인 영향을 미치는 고속 주행 가능성 때문에 일방통행을 싫어할 수 있다. 일부 연구 자료에서는 회로 경로가 요구된 더 높은 속도를 무효화한다는 점에서 일방 거리에 대한 원래 동기 부여에 의문을 제기하기도 한다.